# Bitterstof
Een bitterstof is een stof met een bittere smaak. Bitterstoffen bevorderen de uitscheiding van maagzuur en gal en bevorderen daardoor de eetlust en de spijsvertering. Enkele bitterstoffen zoals cafeïne, theobromine en andere psychoactieve stoffen hebben als bijzondere eigenschap dat ze de bloed-hersenbarrière kunnen passeren.
In middeleeuwse recepten van Hildegard van Bingen en in die van de latere Leonhart Fuchs werden inheemse, bittere kruiden gebruikt voor de bevordering en regulering van de spijsvertering.
Groenten bevatten vroeger veel meer bitterstoffen dan tegenwoordig. Zo waren er geen bitterstofvrije komkommers en waren wortelen en aubergines bitterder. Ook witlof bevatte vroeger veel meer bitterstoffen dan nu.

## Indeling
Bitterstoffen komen voor bij:
- Glycosiden
- Terpenen of isoprenoïden
- Alkaloïden

## Voorkomen
Natuurlijke bitterstoffen komen voor in talrijke planten, ook bij geneeskrachtige planten, zoals malrove, grote engelwortel, paardenbloem, gentianen, madeliefje, hop, duizendblad, absintalsem, wilde cichorei. Een belangrijk medicinale stof is het alkaloïde kinine, dat gewonnen wordt uit de bast van de kinaboom.

### Bitterstoffen
- Cucurbitacine komt voor in komkommerachtigen (Cucurbitaceae) en is giftig. Sierkalebassen hebben een te hoog gehalte aan  cucurbitacine, waardoor ze oneetbaar zijn.
- Cynarine komt voor in artisjok.
- Glucosinolaat komt voor in koolzaadolie.
- Intybine komt voor in de wilde cichorei.
- Lactucine komt voor in ijsbergsla.
- Leocardine komt voor in hartgespan.
- Marrubiine komt voor in amberkruid.
- Premarrubiine komt voor in malrove.
- Xylosteïne komt voor in rode kamperfoelie en is giftig.
- Bitterstofdrugs zijn afkomstig van de planten: gele gentiaan, duizendguldenkruid, waterdrieblad, malrove, IJslands mos (Cetraria islandica), hop, Mariadistel, paardenbloem.
- Aromatische bitterstoffen zijn afkomstig van de gedroogde planten: basilicum, bonenkruid, rozemarijn, kleine tijm, tijm en verder ook in absintalsem, kalmoes, Curcuma longa, grote engelwortel, lavas, galangal, anijs, karwij, venkel, koriander, dille.
- Alkaloïde bitterstoffen zijn afkomstig van de planten: stinkende gouwe, kinaboom, Xysmalobium undulatum.

## Standaardisering
De mate van bitterheid van een stof is niet objectief meetbaar. Voor het bepalen van de bitterheid van een stof wordt deze vergeleken met een verdunningsrij van kininehydrochloride. Een van de bitterste, natuurlijke stoffen is amarogentine, die in een verdunning van 1:60.000.000 nog bitter smaakt. denatoniumbenzoaat is de bitterste stof.